# Jonathan Ott
Jonathan Ott   (New Haven, 1 de juny de 1949 - Xalapa, 5 de juliol de 2025) va ser un etnobotànic, escriptor, micòleg i químic estatunidenc, especialitzat en l'estudi dels enteògens i els seus usos culturals al llarg de la història.

## Biografia
Des de 1974 va col·laborar amb Robert Gordon Wasson, Albert Hofmann i Richard Evans Schultes, havent escrit nombroses llibres i articles. Era membre de diverses associacions científiques com la Societat Linneana de Londres. A més, va ser coeditor d'Eleusis: Journal of Psychoactive Plants & Compounds, juntament amb Giorgio Samorini, i va escriure diversos articles per al Museu Botànic de Harvard. Vivia a Mèxic on es dedicava a recol·lectar i estudiar components naturals, principalment enteògens, per la qual cosa es considerava un psiconauta.
El març de 2010, la seva residència a Mèxic va ser devastada per un incendi intencionat. Tot i que la majoria de la seva biblioteca va sobreviure al foc, el seu laboratori i objectes personals es van cremar en l'incendi. Els detalls sobre el cas són escassos, i es va especular amb que l'incendi es va dirigir específicament contra Ott a causa de les seves investigacions.

## Obra publicada
- A Conscientious Guide to Hallucinogens: A Comprehensive Guide to Hallucinogens, Natural and Synthetic, Found in North American and the World. Amb Joe I Axton & Jeremy Bigwood (1975) Do It Now Foundation, Institute for Chemical Survival

- Hallucinogenic Plants of North America (1976) ISBN 0-914728-16-4

- Teonanácatl: Hallucinogenic Mushrooms of North America (1978) ISBN 0-914842-32-3

- LSD: My Problem Child (1980) McGraw-Hill Book Company ISBN 0-07-029325-2

- The cacahuatl Eater: Ruminations of an Unabashed Xocolata Addict. Natural Products Co (1985) ISBN 0-9614234-1-2

- Persephone s Quest: Entheogens and the Origins of Religion. Amb R. Gordon Wasson, Stella Kramrisch i Carl A. P. Ruck (1986) ISBN 0-300-05266-9

- The Sacred Mushroom Seeker: Essays for R. Gordon Wasson. Amb R. Gordon Wasson i Thomas J. Riedlinger (1990)

- Pharmacotheon: Entheogenic Drugs, Their Plant Sources and History (1993) ISBN 0-9614234-2-0 en línia

- Ayahuasca Analogues: Pangaean Entheogens (1995) ISBN 0-9614234-4-7

- The Age of Entheogens & the Angels' Dictionary [1995]

- Plant Intoxicants: a Classic Text on the Use of Mind-Altering Plants. Amb Ernst Bibra (1995)

- Age of Entheogens & the Angels 'Diccionari (1995) ISBN 0-9614234-6-3

- Pharmacophilia: The Natural Paradise (1997) ISBN 1-888755-00-8

- Pharmacotheon: Entheogenic Drugs, Their Plant Sources and History. Amb Albert Hofmann (1997) 640 pp. ISBN 0-9614234-9-8

- Shamanic Snuffs or Entheogenic Errhines (2001), ISBN 1-888755-02-4

- Ometochtzin: Las muertes de dos conejos (2001)

- Drugs of the Dreaming: Oneirogens: Salvia Divinorum and Other Dream-Enhancing Plants amb Gianluca Toro i Benjamin Thomas (2007) Body, Mind & Spirit

- The Road to Eleusis (2008) By R. Gordon Wasson, Albert Hofmann, Carl A. P. Ruck i Huston Smith